# Хамійська западина
Хамійська западина, інакше Кумульська западина (кит.: 哈密 盆地) hā-mì pén-dì — западина у східній частині Синьцзяну, який є складовою частиною Китаю. Вона розташована на півдні префектури Хамі, на південних схилах Тянь-Шаню. Площа западини 53500 км. Найнижча точка має висоту 53 м над рівнем моря.
Клімат посушливий, зі значними сезонними перепадами температур. У западині знаходиться місто Хамі. У басейні вирощують хамійські дині, виноград та інші фрукти. Також є великі поклади нафти.
| Китай | Це незавершена стаття з географії КНР. Ви можете допомогти проєкту, виправивши або дописавши її. |